# Turka
Turka (ucraniano: Ту́рка) es una ciudad de importancia distrital de Ucrania, capital del raión homónimo en la óblast de Leópolis.
En 2017, la localidad tenía 7153 habitantes.
Se ubica a orillas del río Stryi cerca de la frontera con Polonia, unos 100 km al suroeste de Leópolis sobre la carretera H13 que lleva a Košice pasando por Úzhgorod.

## Historia
Se conoce la existencia de un lugar habitado aquí desde el siglo IX, cuando albergaba una torre de vigilancia de la frontera de la Rus de Kiev. La actual localidad fue fundada a finales del siglo XIII como parte de las conquistas de León I de Galitzia. En 1431 Vladislao II de Polonia entregó las tierras al noble magiar Vancza Valachus. Adoptó el Derecho de Magdeburgo en 1730, por iniciativa de su entonces propietario Antoni Kalinowski. En la segunda mitad del siglo XVIII, se desarrolló como un asentamiento de jesuitas y judíos. En 1905 se conectó a la red de ferrocarriles al pasar por aquí la línea de Sámbir a Úzhgorod, lo que permitió que llegara a superar los diez mil habitantes durante la Segunda República Polaca.
En la Segunda Guerra Mundial, la ciudad perdió casi la mitad de su población, ya que los invasores alemanes asesinaron en 1942 a unos cuatro mil judíos de la localidad mediante su traslado a Bełżec, lo cual se agravó en los años siguientes con la masacre de polacos perpetrada por insurgentes ucranianos y las posteriores expulsiones de los supervivientes a las nuevas regiones occidentales; la ciudad frenó así su desarrollo urbano y todavía no ha recuperado el número de habitantes anterior a la guerra.